# Kesa-Gatame
Kesa-Gatame (contrôle par le travers, en japonais : 袈裟固) sont des techniques de contrôle au sol (Osae-Waza) du judo.
| Kanji          | Rōmaji                    | Français                                    | Photo |
| -------------- | ------------------------- | ------------------------------------------- | ----- |
| 崩袈裟固       | Kuzure-Kesa-Gatame        | Variante du contrôle par le travers         |       |
| 袈裟固の基本形 | Hon-Kesa-Gatame           | Contrôle fondamental par le travers         |       |
| 後袈裟固       | Ushiro-Kesa-Gatame        | Contrôle arrière par le travers             |       |
|                | Makura-Kesa-Gatame        | Contrôle en tête d’oreiller                 |       |
|                | Kuzure-Makura-Kesa-Gatame | Variante du contrôle en tête d’oreiller     |       |
|                | Guyaku-Kesa-Gatame        | Contrôle inversé par le travers             |       |
|                | Kuzure-Guyaku-Kesa-Gatame | Variante du contrôle inversé par le travers |       |